# 지바 도시치
지바 도시치(일본어: 千葉十七, 1885년 ~ 1934년 12월 17일)는 일본의 군인이다. 미야기현 구리하라시 출신으로 1909년 10월 26일 하얼빈 역에서 이토 히로부미를 암살한 한국의 독립운동가인 안중근 의사의 헌병 간수를 맡은 것으로 유명하다. 당시 뤼순 형무소에 수감 중이던, 강인하고 투철했던 애국 정신과 매일같이 책을 읽고 붓글씨(서예)를 하며 자기를 성찰하는 안중근 의사의 모습에 크게 감동 받았다고 한다. 군인으로서 안중근을 간수하는 역을 맏게 되어 괴로워하던 그는 사형집행 이전에 안중근 의사에게 '위국헌신군인본분'(나라를 위해 몸을 바치는 것은 군인의 본분이다.)이라는 글을 받고 안중근 의사를 존경하며 흠모하여 죽을 때까지 안중근 의사의 기일에 제사를 지냈다고 한다.
지바 도시치는 고향으로 돌아와 세상을 떠날 때까지 그의 위패를 사찰에 모셔두고 넋을 기렸다. 이는 안중근 의사를 가까이에서 지켜보았던 한 일본인의 존경심이 어느 정도였는지 잘 보여준다. 구리하라시 다이린지(大林寺)의 법당 본존불 불단은 안중근과 지바 도시치를 모시고 있다.